# 松本一香
松本一香（日语：／ Matsumoto Ichika，2000年2月19日—），日本AV女優。所屬事務所是ARROWS→LIGHT。

## 簡歷
2019年9月以SODクリエイト的專屬女優身分出道。
2020年2月脫離專屬女優，成為企劃單體女優。
2020年上半年的AV女優影片銷售量排名第7名。
2020年7月於月刊FANZA發表的「このAV女優がすごい!2020夏」，在女優部門獲得第3名。
2020年12月於「FLASH 2020年現役最強セクシー女優BEST100」的讀者投票中，在清純部門獲得第3名（總排名是第38名）。
2021年2月於月刊FANZA發表的「このAV女優がすごい!2021冬」獲得第2名。
2021年3月被週刊Playboy選為「2021年エロデミー賞」中的最佳女優賞。
2023年11月 宣布成為 ダスッ! （Das!）和 本中雙專屬女優。
2023年12月1日、松本いちか 官方YouTube頻道開設。
2024年3月中 宣佈成為痴女ヘブン(痴女天堂) 專屬女優 。 將於 ダスッ! （Das!) 、 本中 和 痴女ヘブン(痴女天堂) 輪流發片。
2024年8月3日 宣布已轉移至經紀公司LIGHT。
2025年5月13日 宣布從片商 ダスッ! （Das!）卒業。
2025年7月  宣布成為MOODYZ的專屬女優。

## 外部連結
- 松本一香的X（前Twitter）（2019年8月23日 - ）